# Jason Crabb
Jason Crabb é um cantor americano de música cristã. É o filho mais velho dos irmãos Crabb e vocalista do grupo The Crabb Family. Seu álbum de estréia solo, Jason Crabb, ganhou um Grammy em 2010. O álbum também foi indicado para um Dove Award em 2010. Em 2011, ganhou três prêmios Dove: Canção do Ano, Canção Inspirational do ano e Canção Traditional Gospel do Ano.
Com o Crabb Family, ganhou Dove Awards em 2004, 2005 e 2006, como álbum do ano na categoria southern gospel, e em 2005 com a canção southern gospel do ano.
Jason e sua esposa, Shellye, têm duas filhas, Ashleigh Taylor and Emmaleigh Love. Em 2007, os membros do The Crabb Family resolveram seguir carreiras distintas. Jason tem participado extensamente como solista com o Brooklyn Tabernacle Choir.
Seu primeiro álbum solo foi lançado em 30 de junho de 2009. Alcançou o 62ª lugar na Billboard 200 e o topo do Nielsen SoundScan na categoria de álbuns southern gospel. Foi agraciado com o 52º Grammy na categoria "Melhor Southern/Country/Bluegrass Álbum Gospel". Em 28 de setembro de 2010, lançou o segundo projeto solo, um álbum especial de Natal, Because It's Christmas.

## Discografia
- 2009 - Jason Crabb
- 2010 - Because It's Christmas

## Prêmios

### Grammy Awards
- 2010 - Melhor Southern/Country/Bluegrass Gospel Álbum - Premiado

### GMA Dove Awards
- 2005 - Vocalista Masculino do Ano - Indicado
- 2006 - Vocalista Masculino do Ano - Indicado
- 2010 - Artista do Ano - Indicado
- 2010 - Vocalista Masculino do Ano - Indicado
- 2010 - Canção do Ano ("Somebody Like Me") - Indicado
- 2010 - Canção Country do Ano ("Somebody Like Me") - Premiado
- 2010 - Álbum Country do Ano ("Jason Crabb") - Indicado
- 2011 - Artista do Ano - Indicado
- 2011 - Vocalista Masculino do Ano - Indicado
- 2011 - Canção do Ano ("Sometimes I Cry") - Premiado
- 2011 - Canção Inspirational do Ano ("Joseph") - Premiado
- 2011 - Canção Traditional Gospel do Ano ("Go Tell It on the Mountain") - Premiado